# برنارد سليد
برنارد سليد هو مؤلف وكاتب مسرحي وكاتب سيناريو كندي، ولد في 2 مايو 1930 في سانت كاثرينز في كندا، وتوفي في 30 أكتوبر 2019 في بيفرلي هيلز في الولايات المتحدة بسبب داء جسيمات ليوي.

## وصلات خارجية
- برنارد سليد على موقع IMDb (الإنجليزية)
- برنارد سليد على موقع تيرنر كلاسيك موفيز (الإنجليزية)
- برنارد سليد على موقع أول موفي (الإنجليزية)
- برنارد سليد على موقع قاعدة بيانات برودواي على الإنترنت (الإنجليزية)
- برنارد سليد على موقع قاعدة بيانات الأفلام السويدية (السويدية)
- برنارد سليد على موقع قاعدة بيانات الفيلم (الإنجليزية)